# Йоран ван дер Слот
Йоран Андреас Петрус ван дер Слот (нар. 6 серпня 1987) — нідерландський вбивця, засуджений за вбивство Стефані Флорес Рамірес у Лімі, Перу у 2010 році. Також головний підозрюваним у зникненні Наталі Холлоуей.

## Біографія
Йоран ван дер Слот народився в нідерландському місті Арнем, один із трьох синів юриста Паулюса ван дер Слота, та Аніти ван дер Слот-Гюген, вчительки мистецтва. У 1990 році його родина переїхала з Арнема до Аруби, де він навчався в Міжнародній школі Аруби.
Ван дер Слот був зіркою футболу та тенісу в школі.

## Наркоторгівля в Перу
У лютому 2021 року Ван дер Слот був засуджений за торгівлю наркотиками під час відбування покарання у в'язниці Чаллапалька в Хуліаці. Він організував операцію з торгівлі кокаїном у в'язниці, де член сім'ї свого співув'язненого використовував цукровий буряк для контрабанди кокаїну до в'язниці в серпні 2020 року. Ван дер Слот продовжив торгівлю кокаїном у в'язниці, а також організував мережу торгівлі людьми, пересилаючи пакети кокаїну з в'язниці в інші місця призначення за кордоном. Зрештою його викрили співробітники в'язниці.
Ван дер Слоту було додано ще 18 років до його початкового вироку. Його планують звільнити в 2045 році через перуанський закон, який забороняє тюремне ув'язнення на термін понад 35 років, якщо в'язень не був засуджений до довічного ув'язнення.

## Особисте життя
4 липня 2014 року Ван дер Слот одружився з перуанкою на ім'я Лейді Фігероа, з якою він познайомився у в'язниці. У той час вона була вагітна його дитиною на сьомому місяці. 28 вересня 2014 року Фігероа народила дочку в Перу. Вони розлучилися у 2023 році, а пізніше того ж року Фігероа заявила, що має намір змінити прізвище доньки, щоб уникнути будь-яких асоціацій з її колишнім чоловіком.